# Cor van Gelder
Cornelia (Cor) de Groot-van Gelder (Rotterdam, 17 april 1904 – Den Haag, 13 februari 1969) was een Nederlands zwemster. Ze was gespecialiseerd in de schoolslag, vrije slag en wisselslag en nam deel aan de Olympische Zomerspelen 1928 in Amsterdam.

## Biografie
Van Gelder behoorde in de jaren 20 tot de beste schoolslagzwemsters van de wereld. Ze had alleen de pech dat haar hoogtijjaren gelijk liepen met die van Marie Baron, een andere topzwemster van Nederland. Daardoor eindigde ze vaak als tweede, achter Baron, bij zwemwedstrijden. Van Gelder werd in 1928 afgevaardigd naar de Olympische Zomerspelen in Amsterdam, maar viel daar op de 200 meter schoolslag af in de series. Toch kwam het succes ook wel: in 1929 werd ze Nederlands kampioen op de 100, 200 en 400 meter schoolslag. Op 21 mei 1929 evenaarde Van Gelder op de 200 meter schoolslag de wereldrecordtijd van Baron. Daarnaast wist ze met een tijd van 9.05,0 minuten het Nederlands record op de 500 meter schoolslag op haar naam te zetten.
Van Gelder trouwde op 10 december 1930 met Joannes Mathias Daniel de Groot. Ze kreeg twee zonen (geboren in 1932 en 1938). Na haar verhuizing, eind 1933, naar Den Haag kwam ze nog even uit voor haar oude zwemclub en stapte daarna over naar Zian. Naast dat ze hier in het waterpolozevental uitkwam en wedstrijden bij de veteranen zwom, zat ze in de technische en waterpolocommissie en gaf ze leiding aan 'crawlfantasia' en figuurzwemmen. Van Gelder overleed in 1969.

## Erelijst
- Nederlands kampioen: 1929, 1930, 1931.